# Hannes Weikert

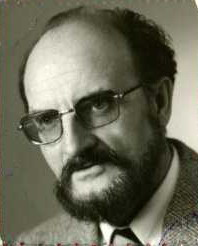
Hannes Weikert

Hannes Weikert (* 7. Juli 1918 in Nieder Langenau; † 9. September 1980 in Micheldorf in Oberösterreich) war ein deutscher Künstler und Hochschulprofessor.

## Leben

### Ausbildung
Aufgewachsen im Riesengebirge, studierte er nach dem Abitur an der Kunstakademie in Prag. Durch den Ausbruch des Zweiten Weltkriegs wurde das Studium 1939 unterbrochen. Im Wintersemester 1941/42 konnte er als Studienurlauber seine Ausbildung an der Hochschule für Kunsterziehung in Berlin fortsetzen. Nach einer schweren Verwundung musste ihm das linke Bein amputiert werden. Im Sommer 1945 wurde er aus britischer Kriegsgefangenschaft entlassen.
In Hamburg nahm Weikert seine Studien wieder auf und schrieb sich für vier Semester an der Hochschule für Bildende Künste (Malereiklasse) und an der Universität (Archäologie, Kunstgeschichte, Geschichte) ein. Nach dem Umzug zu seinen nach Bayern übersiedelten Eltern im Jahr 1947 setzte er das Studium an der Akademie der Bildenden Künste München fort und legte dort 1948 das Staatsexamen für das künstlerische Lehramt an Gymnasien ab.  Bereits 1949 bestand er das Staatsexamen für Höhere Schulen. Im gleichen Jahr heiratete er die Opern- und Konzertsängerin Rita Steininger.

### Berufliche Karriere
Nach seiner Tätigkeit als Kunst- und Heimerzieher am Staatlichen Landschulheim Marquartstein von 1949 bis 1953 wirkte Hannes Weikert bis 1960 am Alten Realgymnasium in München. Im Jahr 1961 wurde er als Dozent für Kunst- und Werkpädagogik an die Pädagogische Hochschule in Regensburg berufen. Von 1962 bis 1967 leitete er Weiterbildungslehrgänge des Bayerischen Staatsministeriums für Unterricht und Kultus. In der Zeit von 1962 bis 1969 war er Vorsitzender des Arbeitsausschusses des Kunst- und Gewerbevereins Regensburg.
Ab 1971 lehrte er als Honorarprofessor für Kunsterziehung im Fachbereich Erziehungswissenschaften an der Universität Regensburg. An der Wissenschaftlichen Hochschule Hildesheim wirkte er als Gastdozent im Bereich der Kunstpädagogik im Wintersemester 1978/79. Gleichzeitig begann Professor Weikert die fächerübergreifende und Theorie und Praxis zusammenführende Kooperation mit Professor Jörg Traeger, der den Fachbereich Kunstgeschichte an der Universität Regensburg leitete. Diese fruchtbare Zusammenarbeit wurde durch den Unfalltod Hannes Weikerts auf der Rückreise aus seinem Sommeratelier in der Steiermark durch einen Verkehrsunfall in Micheldorf/Oberösterreich, am 9. September 1980 unvermittelt beendet.
„Weikert bevorzugte die Malerei und Grafik, da er der Meinung war, dass diese mehr als andere Kunstgattungen die subjektive und individuelle Gestaltung ermöglichten und dadurch die ‚Bewältigung des unmittelbaren Seins‘ gestatteten. Er durchbrach dabei die Grenzen der einzelnen Kategorien, indem er etwa grafische und malerische Techniken, die wiederum durch unterschiedliche Materialverwendung und verschiedene Auftragungsmedien aufgespalten wurden, vermischte. Von seinem Werdegang her ist zu verstehen, dass für ihn ein Kunstwerk nicht ohne Überlegung, Studium und tiefes Verständnis entstehen konnte.“ (Dr. Xaver Luderböck)

## Mitgliedschaften
- Landesverband Bayern des Bundes Deutscher Kunsterzieher seit 1950
- Künstlergilde Esslingen seit 1950
- Adalbert-Stifter-Verein seit 1955
- Berufsverband Bildender Künstler Niederbayern/Oberpfalz seit 1963
- Lehrplankommission des Bayerischen Staatsministeriums für Unterricht und Kultus seit 1968
- Wissenschaftlicher Beirat innerhalb des Teilgebiets Kulturpädagogik des niedersächsischen Staatsministeriums für Wissenschaft und Kunst
- Mitgliedschaft in der Sudetendeutschen Akademie der Wissenschaft und Künste 1979

## Einzelausstellungen
- 1962: Hauptverwaltung der Firma Siemens, München
- 1963: Gemälde und Aquarelle, Städtische Kunsthalle am Stadtpark, Regensburg
- 1964: Berufsverband Bildender Künstler, München
- 1975: Motiv – Prozeß  – Gestalten, Universität Regensburg
- 1978: Landschaften im kleinen Format, PIWE-Studiogalerie Regensburg
- 1978: Gemälde und Graphiken, Museum der Stadt Regensburg
- 1980: Gedenkausstellung, Ostdeutsche Galerie, Regensburg
- 1984: Kunst- und Gewerbeverein Regensburg: Gedächtnisausstellung: Hagen, Walter (1928–1980); Weikert, Hannes, Prof. (1918–1980). Eine Ausstellung bildender Kunst im Kunst- und Gewerbehaus Regensburg vom 29. September–14. Oktober 1984
- 2018: Jubiläumsausstellung zum 100. Geburtstag im Leeren Beutel, Regensburg (Katalog s. Literatur)

## Gruppenausstellungen (Auswahl)
- 1941/42: Ausstellungen mit Landschaften und Bildnissen aus Russland, in Hohenelbe, Prag und Lemgo
- 1952–1979: Große Kunstausstellung des Kunstvereins im Haus der Kunst, München (regelmäßige Teilnahme)
- 1952–1981: Ausstellungen des Berufsverbandes Bildender Künstler München, seit 1964 Niederbayern/Oberpfalz (regelmäßige Teilnahme)
- 1954–1979: Ausstellungen der Künstlergilde in größeren Städten Europas (regelmäßige Teilnahme)
- 1959: Kollektivausstellung im Direktionsgebäude der Firma Siemens, München
- 1961: Schwerbeschädigte Künstler schaffen, Wuppertal
- 1962–1980: Jahresschauen Oberpfälzer und Niederbayerischer Künstler, Kunst- und Gewerbeverein, Regensburg (regelmäßige Teilnahme)
- 1964: Zeitgenössische Malerei, Kunstverein, Augsburg
- 1965: Junge Künstler der Akademie, Akademie der Bildenden Künste, München
- 1970–1979: Kunstausstellung, St. Englmar (regelmäßige Teilnahme), Ausstellungen des Nordgautages und anderer Institutionen in Landshut, Neugablonz, Dillingen
- 1970–1980: Kötztinger Kunstausstellung (regelmäßige Teilnahme)
- 1976–1981: Vilsbiburger Kunstausstellung, VHS, Vilsbiburg (regelmäßige Teilnahme)
- 1979: Hommage à Regensburg, Ausstellung des Adalbert-Stifter-Vereins, Ostdeutsche Galerie, Regensburg
- 1980: Begegnungen, 30 Jahre Bayern, Landesverband Bayern der Künstlergilde in Zusammenarbeit mit dem Adalbert-Stifter-Verein München, Ostdeutsche Galerie, Regensburg
- 2009: Kunstwerk des Monats des Bistums Regensburg[2]
- 2013: Jubiläumsausstellung des Kunst- und Gewerbevereins Regensburg[3]